# Žarevo (Brus)
Žarevo (Servisch cyrillisch Жарево) is een plaats in de Servische gemeente Brus. De plaats telt 92 inwoners (2002).